# Elden Ring
Elden Ring là trò chơi hành động nhập vai do FromSoftware phát triển và Bandai Namco Entertainment phát hành trên các hệ máy PlayStation 4, PlayStation 5, Xbox One, Xbox Series X/S và hệ điều hành Microsoft Windows vào ngày 25 tháng 2 năm 2022. Trò chơi do Miyazaki Hidetaka đạo diễn, trong quá trình sản xuất có sự cộng tác chuyên sâu của tiểu thuyết gia George R. R. Martin. Trong trò chơi, người chơi điều khiển một nhân vật người chơi có thể tùy chỉnh trên hành trình sửa chữa danh hiệu Elden Ring và trở thành Chúa tể Elden mới.
Elden Ring được thể hiện với người chơi qua góc nhìn thứ ba, trong đó người chơi được tự do khám phá thế giới mở của nó. Trò chơi bao gồm nhiều yếu tố như giao tranh bằng cách sử dụng nhiều loại vũ khí và phép thuật, cưỡi ngựa, triệu hồi và bào chế công cụ. 
FromSoftware muốn tạo một trò chơi thế giới mở có lối chơi tương tự như Dark Souls, với ý định Elden Ring đóng vai trò là sự phát triển của trò chơi đầu tiên trong loạt. Miyazaki ngưỡng mộ công việc của Martin và hy vọng những đóng góp của ông sẽ tạo ra một câu chuyện dễ tiếp cận hơn các trò chơi trước của FromSoftware.
Được coi là một trong những trò chơi hay nhất năm 2022, "Elden Ring" đón nhận sự hoan nghênh của giới phê bình về thế giới mở, hệ thống trò chơi và bối cảnh, mặc dù vẫn còn ít nhiều chỉ trích nhắm vào hiệu suất kỹ thuật khi phát hành. Trò chơi đã giành một số giải thưởng, bao gồm nhiều danh hiệu Trò chơi của năm và đã bán hơn 17,5 triệu bản tính đến tháng 10 năm 2022.

## Cách chơi
Elden Ring thuộc thể loại hành động nhập vai góc nhìn thứ ba, nặng về giao tranh và khám phá thế giới. Trò chơi mang đậm các yếu tố thường thấy trong các trò chơi do chính FromSoftware phát triển trước đó, như dòng Souls, Bloodborne và Sekiro: Shadows Die Twice. Đạo diễn Miyazaki Hidetaka nói rằng trò chơi có phần mở đầu tuyến tính nhưng sau đó dần dần mở rộng và cho phép người chơi tự do khám phá vùng đất có tên Trung Địa (Lands Between), bao gồm sáu khu vực chính, trong đó có rất nhiều lâu đài, thành trì, lăng mộ nằm rải rác trên bản đồ thế giới mở của nó. Người chơi có thể đi lại giữa các khu vực chính của trò chơi bằng thú cưỡi, hoặc cũng có thể sử dụng hệ thống dịch chuyển thông qua bản đồ. Xuyên suốt trò chơi, người chơi sẽ bắt gặp các nhân vật không phải người chơi (NPC) cũng như sẽ phải đối đầu với rất nhiều kẻ địch, kể cả các á thần đang thống trị các khu vực chính và giữ vai trò là các trùm chính trong trò chơi.
Giao tranh trong Elden Ring phụ thuộc nhiều vào các yếu tố xây dựng nhân vật thường gặp trong các trò chơi trước đó thuộc dòng Souls, và thường sẽ phụ thuộc vào kỹ năng của người chơi như là sự kết hợp giữa giao tranh cận chiến với vận dụng các chiêu thức, kỹ năng pháp thuật và các cơ chế đỡ đòn, né đòn sẵn có trong trò chơi. Elden Ring mang đến khả năng giao chiến trên lưng thú cưỡi cũng như hệ thống di chuyển và hành động bí mật vốn là yếu tố cốt lõi trong cách chơi của tựa game Sekiro; các tính năng này nhằm khuyến khích người chơi lựa chọn chiến thuật tiếp cận giao tranh phù hợp với từng kẻ địch mà họ sẽ gặp phải trên hành trình của mình. Sau khi vắng bóng trong Sekiro, thanh thể lực lại một lần nữa xuất hiện trong Elden Ring mặc dù ảnh hưởng của nó đến giao tranh không còn quá rõ rệt như trong các trò chơi trước đó của FromSoftware có sử dụng yếu tố này. Không như Sekiro, cơ chế hồi sinh sau khi tử trận trong trò chơi này không còn, nhưng những yếu tố khác được tạo ra nhằm đảm bảo người chơi vẫn có thể tiếp tục diễn tiến trong trò chơi.
Miyazaki nói rằng Elden Ring cho phép người chơi tùy biến nhân vật của mình một cách đa dạng hơn, và người chơi có thể mở khóa các kỹ năng khác nhau khi khám phá các phần khác nhau của bản đồ thay vì sẽ mở khóa các cây kỹ năng như trong Sekiro, và cũng khác với các kỹ năng vũ khí cố định như thường thấy trong các trò chơi trước đó của FromSoftware. Các kỹ năng này có thể được hoán đổi lẫn nhau và sử dụng cho nhiều loại vũ khí khác nhau. Cùng với chúng, người chơi có thể tùy biến nhân vật bằng các trang bị, kỹ năng pháp thuật và vật phẩm chế tạo bằng các nguyên liệu tìm được trong thế giới. Trò chơi còn có cơ chế triệu hồi, trong đó người chơi có thể thu thập các linh hồn kể cả của các kẻ địch đã đánh bại trước đó, vốn được ẩn giấu khắp nơi trong thế giới, để sau này gọi chúng ra làm đồng minh trong giao tranh. Giống như dòng trò chơi Souls thì Elden Ring có hệ thống cho phép người chơi có thể triệu hồi người khác vào chơi cùng.

## Nội dung

### Bối cảnh
Câu chuyện trong Elden Ring diễn ra ở vùng đất Trung Địa (Lands Between), một thời gian sau khi Chiếc nhẫn Elden bị phá hủy và các mảnh vỡ của nó được gọi là Đại Cổ Tự bị phân tán khắp nơi. Một thời từng được ban ân bởi Chiếc nhẫn và Cây thần Erdtree, vùng đất giờ do những người con á thần của Nữ hoàng Marika Bất diệt cai quản, và mỗi vị á thần sở hữu một mảnh vỡ của Chiếc nhẫn vốn vấy bẩn họ bằng sức mạnh của nó. Lúc này, người chơi xuất hiện trong vai một Kẻ nhơ nhuốc — bị lưu đày khỏi vùng đất Trung Địa (Lands Between) vì đánh mất ân điển của Chiếc nhẫn nhưng được triệu hồi trở lại sau khi Chiếc nhẫn bị phá hủy — phải lang thang khắp vùng đất để tìm lại tất cả các Đại Cổ Tự và phục hồi Chiếc nhẫn Elden, trở thành Chúa tể Elden.

### Cốt truyện
Kẻ nhơ nhuốc là một trong số nhiều kẻ lưu đày được gọi trở về Trung Địa với hy vọng hắn có thể sửa chữa được Chiếc nhẫn Elden và trở thành Chúa tể Elden kế tiếp. Không lâu sau khi bắt đầu hành trình, hắn đã gặp một Trinh nữ tên là Melina. Vì Kẻ nhơ nhuốc không có Trinh nữ đi cùng, Melina đã ngỏ ý trở thành Trinh nữ của hắn, cho phép hắn chuyển đổi cổ tự thành sức mạnh, với điều kiện hắn sẽ phải đưa nàng đến gốc cây thần Erdtree để nàng thực hiện vai trò của mình. Sau đó, cũng chính nàng đã đưa Kẻ nhơ nhuốc đến Hội Bàn Tròn, nơi hội tụ của những Kẻ nhơ nhuốc khác cùng có sứ mệnh sửa chữa Chiếc nhẫn Elden. Tại đây, Kẻ nhơ nhuốc được bề trên của họ – Hai Ngón – cho hay rằng sau khi Chiếc nhẫn bị phá hủy và Nữ hoàng Marika bị mất tích, những đứa con á thần của bà đã chiếm lấy những Đại Cổ Tự – những mảnh vỡ của Chiếc nhẫn Elden – cho riêng mình và đang tàn sát lẫn nhau cốt để chiếm luôn Đại Cổ Tự của những người còn lại. Hiện tại người ta chỉ biết những mảnh Đại Cổ Tự cuối cùng là do Godrick, Radahn, Rykard, Morgott, Malenia, Rennala và Mohg đang nắm giữ.
Kẻ nhơ nhuốc tiếp tục hành trình lang bạt trên vùng đất Trung Địa, và dần dần hạ gục được các bán thần. Cuối cùng, Kẻ nhơ nhuốc đã sở hữu đủ số Đại Cổ Tự để Hai Ngón cho phép hắn đối đầu với Morgott, chốt chặn cuối cùng ở ngay dưới chân Cây thần Erdtree. Khi ngã xuống, Morgott khẳng định rằng Cây thần sẽ không cho phép ai bước vào bên trong và không ai có thể sở hữu được Chiến nhẫn Elden. Khi bước đến Cây thần, Kẻ nhơ nhuốc nhận ra rằng lối vào đã bị bịt kín bởi một bức tường gai nhọn. Lúc này, Melina bước đến và gợi ý rằng họ cần phải đi tìm Ngọn lửa Tàn phai để đốt cháy Cây thần và mở ra con đường đi vào bên trong. Lúc này, Hai Ngón nhận ra rằng Cây thần Erdtree đã cự tuyệt Kẻ nhơ nhuốc nên đã rút khỏi thế giới và để mặc Kẻ nhơ nhuốc lựa chọn tiếp tục với kế hoạch của Melina hay đi tìm và giải phóng Ba Ngón để có được sức mạnh của Ngọn lửa Điên cuồng.
Khi đã có trong tay Ngọn lửa tàn phai, nếu Kẻ nhơ nhuốc không giải phóng Ba Ngón thì Melina sẽ đón lấy ngọn lửa và hy sinh thân mình để đốt cháy Cây thần Erdtree. Nếu như Kẻ nhơ nhuốc chọn giải phóng Ba Ngón thì Melina sẽ bỏ mặc hắn và để hắn tự sử dụng sức mạnh của bản thân để đốt cháy Cây thần Erdtree. Cho dù lựa chọn thế nào thì Kẻ nhơ nhuốc cũng sẽ tỉnh giấc ở thành phố sụp đổ Crumbling Farum Azula khi ngọn lửa đã bén vào Cây thần. Sau khi hạ gục Maliketh và sử dụng sức mạnh của hắn để làm bùng lên ngọn lửa, Kẻ nhơ nhuốc quay trở về dưới chân cây thần Erdtree lúc này đã cháy thành than hồng. Trở về Kinh đô Leyndell lúc này phần lớn đã bị chôn vùi dưới tàn tro, Kẻ nhơ nhuốc phải vượt qua Gideon Ofnir Người Biết Tất cả, và Godfrey Chúa tể Elden Đầu tiên để có thể truy nhập được vào bên trong Cây thần. Bên trong, Kẻ nhơ nhuốc phải đánh bại di hài của Radagon, vị hôn phu và cũng chính là bản thể khác của Nữ hoàng Marika. Khi Radagon đã bị hạ gục, Elden Beast xuất hiện và đây chính là hình trạng thực sự của Chiếc nhẫn Elden. Chỉ khi con quái vật này bị hạ gục, Kẻ nhơ nhuốc mới được tiếp cận di thể đã tan vỡ của Nữ hoàng Marika, chứa đựng những gì còn lại của Chiếc nhẫn Elden. Tùy vào những việc mà Kẻ nhơ nhuốc đã thực hiện trong suốt trò chơi mà sẽ có 6 kết cục khác nhau, từ việc Kẻ nhơ nhuốc trở thành Chúa tể Elden, hoặc đưa Phù thủy Ranni lên làm Nữ hoàng và thay thế Marika, cho đến sử dụng Ngọn lửa Điên cuồng để hủy diệt Erdtree và cả vùng đất Lands Between.

## Phát triển và phát hành

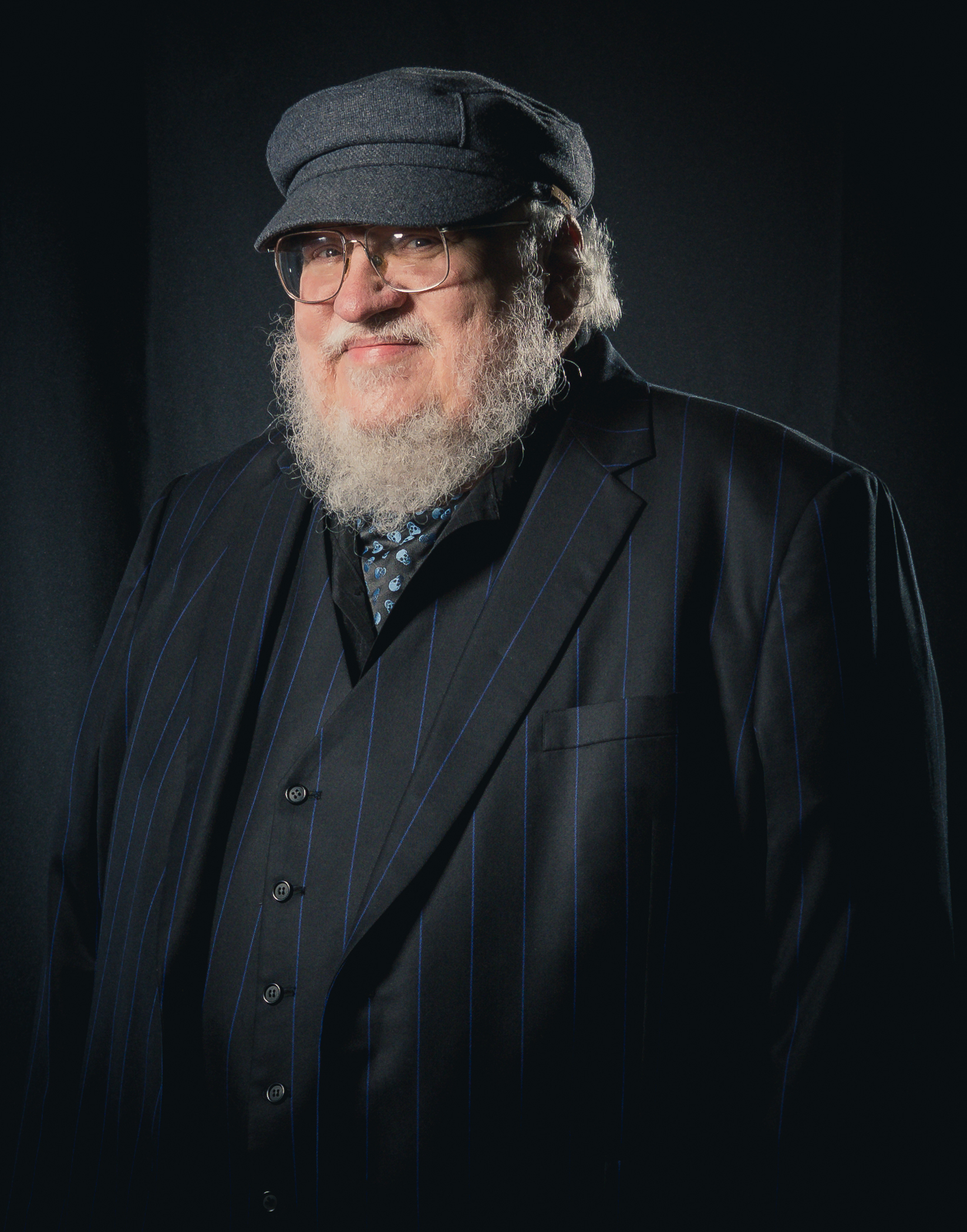
Tiểu thuyết gia người Mỹ George R. R. Martin đã cung cấp xây dựng thế giới cho Elden Ring, mà FromSoftware sử dụng làm nền tảng cho cốt truyện của trò chơi.

FromSoftware trước đây đã có tiếng với việc phát triển loạt Dark Souls, một loạt game gây chú ý bởi độ khó cao. Đạo diễn Miyazaki Hidetaka muốn tạo một trò chơi thế giới mở, dự định Elden Ring là một sự tiến hóa cơ học thành Dark Souls. Trò chơi được thiết kế để có một môi trường rộng lớn hơn so với các dungeon chật hẹp trong các tựa game trước của FromSoftware, Miyazaki hy vọng rằng quy mô lớn hơn sẽ mang lại sự tự do và chiều sâu cho việc khám phá hơn. FromSoftware đã bắt tay với tiểu thuyết gia người Mỹ George R. R. Martin, nổi tiếng với loạt tiểu thuyết giả tưởng A Song of Ice and Fire, để cung cấp xây dựng thế giới cho Elden Ring. Là một người hâm mộ tác phẩm của Martin, Miyazaki hy vọng những đóng góp của Martin sẽ tạo ra một câu chuyện dễ tiếp cận hơn so với các trò chơi trước đây của xưởng.
Elden Ring đã được tiết lộ trong hội nghị trò chơi Xbox tại E3 2019. Một số thông tin về trò chơi trước đây bị rò rỉ trực tuyến do lỗ hổng của máy chủ tại Bandai Namco Entertainment. Trò chơi đạt hiệu suất mong đợi cao khi thông báo, nhưng không có thêm tài liệu nào phát hành cho đến khi một đoạn giới thiệu khác công chiếu vào tháng 6 năm 2021. Bandai Namco tạo điều kiện cho Playtesting và trò chơi phát hành ban đầu dưới dạng bản beta kín vào tháng 11 năm 2021 để người chơi có thể đăng ký để thử nghiệm. Trò chơi dự kiến phát hành ngày 21 tháng 1 năm 2022 nhưng bị trì hoãn đến ngày 25 tháng 2 năm 2022. Elden Ring gặp vấn đề về hiệu suất khi ra mắt, với các lời phàn nàn về tốc độ khung hình. Bandai Namco giải quyết một số vấn đề này thông qua các bản vá và cập nhật.

## Tiếp nhận
Elden Ring đã nhận "sự hoan nghênh toàn cầu" theo trang web tổng hợp đánh giá Metacritic. Trên Twitch, nó đã thu hút gần 900.000 người xem trong vòng 24 giờ sau khi phát hành, trở thành trò chơi ra mắt lớn thứ ba trên nền tảng này sau Lost Ark và Cyberpunk 2077.

### Doanh thu
Elden Ring bán 13.4 triệu bản ra toàn cầu tính đến cuối tháng 3 năm 2022, tăng lên hơn 17,5 triệu vào cuối tháng 9 năm 2022.  Vào ngày giữa tháng 12 năm 2024, game bán ra được hơn 28 triệu bản. Đây là trò chơi bán chạy nhất ở một số khu vực từ tháng 2 đến tháng 3 năm 2022, và là trò chơi bán chạy nhất mọi thời đại của hãng Bandai Namco. Đây là trò chơi bán chạy thứ hai trong năm 2022 ở Mỹ sau Call of Duty: Modern Warfare II và là trò chơi bán chạy thứ mười ở Châu Âu và Nhật Bản.

### Giải thưởng
Elden Ring đã được nhiều tạp chí và ấn phẩm game liệt kê là Trò chơi của năm trong năm 2022, bao gồm cả Forbes, Game Informer, GamesRadar+, GameSpot, IGN, và Polygon.
| Năm  | Giải thưởng            | Thể loại                              | Kết quả   | Chú thích |
| ---- | ---------------------- | ------------------------------------- | --------- | --------- |
| 2020 | Golden Joystick Awards | Trò chơi mong muốn nhất               | Đề cử     | [ 59 ]    |
| 2020 | The Game Awards 2020   | Trò chơi được mong đợi nhất           | Đoạt giải | [ 60 ]    |
| 2021 | Gamescom               | Săn lùng nhiều nhất                   | Đoạt giải | [ 61 ]    |
| 2021 | Gamescom               | Trò chơi PlayStation hay nhất         | Đoạt giải | [ 61 ]    |
| 2021 | Gamescom               | Trò chơi phiêu lưu hành động hay nhất | Đoạt giải | [ 61 ]    |
| 2021 | Gamescom               | Trò Chơi Nhập Vai Hay Nhất            | Đoạt giải | [ 61 ]    |
| 2021 | Gamescom               | Hay nhất của Gamescom                 | Đoạt giải | [ 61 ]    |
| 2021 | Golden Joystick Awards | Trò chơi được mong muốn nhất          | Đoạt giải | [ 62 ]    |
| 2021 | The Game Awards 2021   | Trò chơi được mong đợi nhất           | Đoạt giải | [ 60 ]    |
| 2022 | Japan Game Awards      | Giải thưởng lớn                       | Đoạt giải | [ 63 ]    |
| 2022 | Japan Game Awards      | Giải thưởng cho sự xuất sắc           | Đoạt giải | [ 63 ]    |
| 2022 | Golden Joystick Awards | Trò chơi hay nhất năm                 | Đoạt giải | [ 64 ]    |
| 2022 | Golden Joystick Awards | Trò chơi PlayStation hay nhất năm     | Đề cử     | [ 64 ]    |
| 2022 | Golden Joystick Awards | Thiết kế trực quan tốt nhất           | Đoạt giải | [ 64 ]    |
| 2022 | Golden Joystick Awards | Trò chơi đa nhiệm hay nhất            | Đoạt giải | [ 64 ]    |
| 2022 | Golden Joystick Awards | Sự lựa chọn của các nhà phê bình      | Đoạt giải | [ 64 ]    |
| 2022 | The Game Awards 2022   | Trò chơi của năm                      | Đoạt giải | [ 65 ]    |
| 2022 | The Game Awards 2022   | Đạo diễn xuất sắc nhất                | Đoạt giải | [ 65 ]    |
| 2022 | The Game Awards 2022   | Tường thuật hay nhất                  | Đề cử     | [ 65 ]    |
| 2022 | The Game Awards 2022   | Chỉ đạo nghệ thuật xuất sắc nhất      | Đoạt giải | [ 65 ]    |
| 2022 | The Game Awards 2022   | Âm thanh và Âm nhạc hay nhất          | Đề cử     | [ 65 ]    |
| 2022 | The Game Awards 2022   | Thiết kế âm thanh tốt nhất            | Đề cử     | [ 65 ]    |
| 2022 | The Game Awards 2022   | nhập vai hay nhất                     | Đoạt giải | [ 65 ]    |